# كورال تايلور
كورال تايلور (بالإنجليزية: Coral Taylor)‏ هي سائقة رالي أسترالية، ولدت في 20 فبراير 1961.